# 硝酸铬
硝酸铬(Ⅲ)，化学式Cr(NO3)3。

## 性质
硝酸铬是一种红紫色单斜潮解结晶，易溶于水，溶于酸、碱、乙醇和丙酮。加热至100°C则分解。其水溶液加热时呈绿色，冷却后又迅速变为红紫色。

## 制备
由三氧化铬在硝酸存在下被蔗糖还原，再经过滤、滤液蒸发浓缩、冷却结晶、离心分离而得。
{\displaystyle {\rm {\ 16CrO_{3}+48HNO_{3}+9H_{2}O+C_{12}H_{22}O_{11}\rightarrow }}}{\displaystyle {\rm {\ 16Cr(NO_{3})_{3}\cdot 9H_{2}O+35H_{2}O+[O]+CO_{2}\uparrow }}}

## 用途
用于玻璃制造、陶瓷釉彩、腐蚀阻抑剂，印染工业中用作媒染剂，无机合成用于制备含铬催化剂。